# Mongolski robak śmierci
Ten artykuł dotyczy stworzenia, którego istnienia nie potwierdza współczesna zoologia.
Mongolski robak śmierci (mong. олгой-хорхой olgoj-chorchoj, jelitowy robak, ze względu na wygląd przypominający jelito krowy) – legendarne zwierzę, obiekt badań kryptozoologii.
Pierwsze wzmianki o tym rzekomo istniejącym robaku w języku angielskim pojawiły się w książce profesora Roya Chapmana Andrewsa z 1926 r. zatytułowanej On The Trail Of Ancient Man.
Domniemane zwierzę podobno zamieszkuje mongolską pustynię Gobi. Charakteryzuje go atak poprzez strzelanie jadem lub kwasem, tudzież rażenie prądem elektrycznym. Nie ma żadnych dowodów na istnienie tego zwierzęcia. Kryptozoolog Richard Freeman uważa, że stworzenie może być dużą amfisbeną, a jego niezwykłe umiejętności są zmyślone.

## Wygląd
Długość od 2 do 5 stóp (od ok. 0,6 do ok. 1,5 metra), grubość męskiego ramienia, kolor ciemnoczerwony, tępo zakończony koniec ciała, trudno odróżnić głowę od ogona. Brak widocznych oczu, nozdrzy i otworu gębowego.